# Prêmio Aronson
O Prêmio Aronson (em alemão:  Aronson-Preis) é um prêmio concedido por conquistas em microbiologia e imunologia. Foi estabelecido pelo testamento do pediatra e bacteriologista Hans Aronson, sendo concedido desde 1921. Aronson legou uma grande parte de seu patrimônio para o estabelecimento do prêmio. O prêmio é concedido a cada dois anos, em 8 de março, a data da morte de Aronson.
Em 1969 a fundação que concedia o prêmio foi dissolvida por iniciativa de seu último diretor, Georg Henneberg, e a responsabilidade pelo prêmio e o capital remanescente foi transferida para o governo de Berlim Ocidental, a fim de preservar a existência do prêmio. Desde 1970 o prêmio é concedido pelo Senado de berlim.
O primeiro recipiente foi August von Wassermann. Dentre os recipientes estão os mais tarde laureados com o Nobel de Fisiologia ou Medicina Karl Landsteiner e Gerhard Domagk.

## Recipientes
- 1921 August von Wassermann
- 1926 Karl Landsteiner
- 1931 Richard Otto
- 1944 Gerhard Domagk
- 1956 Helmut Ruska
- 1958 Fritz Kauffmann
- 1960 Paul Hans Karl Constantin Schmidt
- 1966 Peter Giesbrecht[2]
- 1967 Albert Herrlich[2]
- 1968 Friedrich Staib[3]
- 1971 ou 1972 Werner Köhler[4][5]
- 1971 ou 1972  Werner Schäfer
- 1973 Ernst Habermann[6]
- 1977 Werner Knapp[7]
- 1981 Walter Doerfler
- 1982 Volker Schirrmacher
- 1985 Volker ter Meulen
- 1987 Karin Mölling
- 1988 Stefan Hugo Ernst Kaufmann
- 1989 Hans-Dieter Klenk
- 1990 Dieter Bitter-Suermann
- 1991 Bernhard Fleckenstein
- 1992 Stefan Carl Wilhelm Meuer[8]
- 1993 Ulrich Koszinowski[9]
- 1994 Thomas Hünig[9]
- 1995 Otto Haller[10]
- 1996 Thomas F. Meyer
- 1997 Bernhard Fleischer[11]
- 1998 Jürgen Heesemann[12]
- 1999 Ernst Theodor Rietschel[13]
- 2000 Andreas Radbruch[13]
- 2001 Sucharit Bhakdi
- 2002 Wolfgang Hammerschmidt[14]
- 2007 Matthias Reddehase[15]
- 2008 Matthias Frosch